# Prix Theodore von Kármán
Ne doit pas être confondu avec Prix von Kármán (astronautique) ou Médaille Theodore-von-Kármán.
Le prix Theodore von Kármán en mathématiques appliquées est une distinction mathématique décernée tous les cinq ans à une personne en reconnaissance de sa remarquable application des mathématiques à la mécanique ou aux sciences de l'ingénierie. Ce prix a été créé en 1968 en l'honneur de Theodore von Kármán par la Society for Industrial and Applied Mathematics (SIAM) et il est doté d'une prime de 1 000 $.

## Liste des lauréats
- 1972 Geoffrey Ingram Taylor
- 1979 George F. Carrier et Joseph B. Keller
- 1984 Julian Cole
- 1989 Paul Garabedian
- 1994 Herbert Keller (en)
- 1999 Stuart S. Antman (en) et John M. Ball
- 2004 Roland Glowinski
- 2009 Mary Wheeler
- 2014 Weinan E et Richard D. James
- 2020 Kaushik Bhattacharya[3]
- 2024 Weinan E